# サッカロペプシン
サッカロペプシン(Saccharopepsin, EC 3.4.23.25)は、以下の化学反応を触媒する酵素である。
幅広い基質特異性でペプチド結合を加水分解する。合成基質の-Leu-Leu-Val-Tyrを切断する。
この酵素は、ビールやワインの製造に用いられる出芽酵母が持つ。発酵は酵母にとってストレスになり、細胞からサッカロペプシンが排出される。

## 構造
この酵素は、329アミノ酸残基の比較的単純なタンパク質である。αヘリックスとβシートの両方を持つが、βシートの方が支配的な構造である。2つの対称的なローブを持ち、2つのローブのアスパラギン酸が活性部位を構成するように並ぶよう折り畳まれている。各々のローブに1つずつあるジスルフィド結合により構造が安定化されている。また、βシートから構成され、活性部位を隠すように伸びるシートを持つ。